# Hyladelphys kalinowskii
Hyladelphys kalinowskii là một loài động vật có vú trong họ Didelphidae, bộ Didelphimorphia. Loài này được Hershkovitz miêu tả năm 1992.